# Premio Rhegium Julii per l'Opera Prima
Il Premio Rhegium Julii per l'Opera Prima, dedicato ad un'opera letteraria edita, è stato in vigore in due differenti momenti: dal 1975 al 1979, inserito nel Premio Nazionale; è poi riapparso dal 1997, con l'intitolazione Premio Fortunato Seminara.
Pur annoverando un numero limitato di edizioni, il premio per l'opera prima ha messo in luce nomi prestigiosi della letteratura e della cultura, quali Vittorio Messori, Carmelo Samonà, Gianrico Carofiglio e Paolo Giordano.

## Premiati per l'Opera Prima 1975-1979
- 1975 - Cherubino Binelli, La mula nera, Todariana;
- 1977 - Vittorio Messori, Ipotesi su Gesù, S.E.I.;
- 1978 - Patrizia Carrano, Malafemmina, Guaraldi;
- 1979 - Carmelo Samonà, Fratello, Einaudi;

## Premio F. Seminara, Opera prima[1]
- 1997 - Fabrizio Rondolino, Un così bel posto, Rizzoli;
- 1998 - Giosuè Calaciura, Malacarne, Baldini&Castoldi;
- 1999 - Nicola Lecca, Concerti senza orchestra, Marsilio[2];
- 2000 - Younis Tawfik, La straniera, Bompiani;
- 2001 - Sebastiano Mondadori, Gli anni incompiuti, Marsilio;
- 2002 - Giorgio Todde, Lo stato delle anime, Frassinelli;
- 2003 - Gianrico Carofiglio, Testimone inconsapevole, Sellerio;
- 2004 - Mario Cavatore, Il seminatore, Einaudi;
- 2005 - Franco Bernini, La prima volta, Einaudi;
- 2006 - Hamid Ziarati, Salam, Maman, Einaudi;
- 2007 - Gabriele Cremonini, Sputasangue, Pendragon;
- 2008 - Paolo Giordano, La solitudine dei numeri primi;
- 2009 - Leda Melluso, La ragazza dal volto d'ombra, Piemme; Gioacchino Criaco, Anime Nere, Rubbettino; Gabriele Pedullà, Lo spagnolo senza sforzo, Einaudi;
- 2010 - Francesca Melandri, Eva dorme, Mondadori;[3]
- 2011 - Marco Truzzi, Non ci sono pesci rossi nelle pozzanghere, Instar Libri;[3]
- 2012 - Giovanna Zucca, Mani calde, Fazi Editore[4];[3]